# Paul Fried
Paul Mikael Fried, född 24 april 1958 i Malmö, är en svensk skådespelare, präst och författare. 

## Biografi
Fried är uppvuxen i Halmstad. Han utbildades vid Teaterhögskolan i Stockholm 1983–1986, därefter har han varit verksam vid Östgötateatern, Upsala stadsteater, Riksteatern, Judiska teatern och Teater Replica. 
Fried är prästvigd för Stockholms stift 11 januari 2009.

## Teater

### Roller
| År   | Roll | Produktion                     | Regi          | Teater                   |
| ---- | ---- | ------------------------------ | ------------- | ------------------------ |
| 1985 | Ant  | Panik i Rölleby Anna Bondestam | Bengt Ahlfors | Helsingborgs stadsteater |

## Filmografi
- 1995 – TV für alle (TV-serie)
- 1995 – Film für alle
- 1996 – Kalender für alle (TV-serie)
- 1997 – Beck – Mannen med ikonerna – Arne Enberg
- 1997 – Han älskar dig
- 1997 – Chock 5 – Helljus
- 2000 – Bastarderna i Paradiset – polisinstruktör
- 2012 – Hassel – Privatspanarna – privatspanare